# BattleKart
BattleKart is een Waalse onderneming die karting en computerspel combineert.

## Geschiedenis
BattleKart werd in 2013 opgericht door Sebastien Millecam. De eerste vestiging opende in 2015 in Moeskroen. Het bedrijf groeide vervolgens snel, mede dankzij de in 2020 ingevoerde franchiseformule.
In Nederland opende in 2023 een eerste vestiging. Het bedrijf Ice Mountain verkreeg de rechten voor het hele land.
In 2024 had BattleKart tien vestigingen in België en een dertigtal in het buitenland. Het won dat jaar de ISE AV Project of the Year Award. Een jaar later waren net geen zestig vestigingen in bedrijf.

## Product
In de vestigingen van BattleKart wordt karting gecombineerd met computerspel, een vorm van augmented reality. Op de ondergrond waarover men rijdt wordt het spel geprojecteerd. Software en sensoren in het plafond en de karts stemmen alles op elkaar af. Op een beeldscherm in de kart volgt men het spel waarin men meespeelt.